# Hendrik Frans van Lint
Hendrik Frans van Lint (1684 Antverpy – 23. září 1763) byl vlámský krajinářský a vedutový malíř, člen skupiny Bentvueghels, sdružení vlámských a holandských malířů působících v Římě. Byl jedním z předních římských krajinářů poloviny 18. století a mezi jeho patrony patřili staré římské aristokratické rodiny i evropské osobnosti podnikající svou Grand Tour.

## Životopis
Hendrik Frans van Lint se narodil v Antverpách jako syn malíře Pietera van Linta a jeho druhé manželky Anny Moerenové (také Moren nebo Morren). Jeho otec zemřel, když mu bylo pouhých 6 let. V roce 1696 se van Lint stal žákem Peetera van Bredaela, malíře specializovaného na italskou krajinu. Své umělecké vzdělání nedokončil a odešel někdy mezi lety 1697 a 1700 do Říma. Zůstal zde po zbytek života mimo krátké návštěvy Antverp v roce 1710 po smrti své matky.

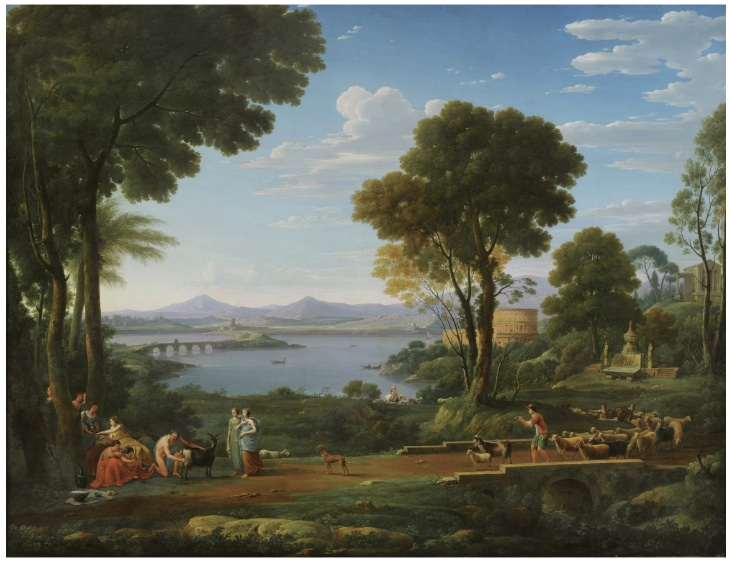
Hendrik Frans van Lint, Výchova Jupitera, 1737

V roce 1697 se Hendrik Frans van Lint připojil ke skupině Bentvueghels. Ve sdružení bylo zvykem dát každému členu jeho přezdívku, tzv. ohnuté jméno. Van Lint dostal přezdívku: studie (v nizozemštině) či lo studio a Monsú Studio (v italštině). Tato přezdívka mu mohla být dána pro jeho pečlivou techniku, která se opírala o rozsáhlé přípravné práce a předběžné studie. Měl ve zvyku udělat si detailní nákres tužkou či perem, často přímo in situ. Rád podnikal cesty na venkov kolem Říma trvající až několik týdnů. Na těchto výpravách byl někdy doprovázen nizozemským malířem Theodoorem Wilkensem. Van Lint používal své přípravné studie k vytváření plnohodnotných kompozic na plátně a často přidával i různé trosky, zříceniny a klasické budovy, aby dotvořil své propracované imaginární krajiny. Žil na via del Babuino a v roce 1719 se oženil s Ludovicou Margarete Tasselovou, dcerou italského krejčího. Měli spolu deset dětí.
Je pravděpodobné, že se Van Lint pohyboval ve společnosti nizozemského malíře vedut Gaspara van Wittela, známého v Římě jako il Vanvitelli. Van Wittel se usadil v Římě v roce 1675. Jeho topografické pohledy na krajinu z něj udělaly jednoho z nejslavnějších malířů jeho generace. Van Lint pravděpodobně pracoval v jeho dílně, aby pomohl stárnoucímu umělci se zakázkami. Van Lint měl úspěšnou kariéru a jeho patrony byli významní návštěvníci Říma a také aristokraté podnikající svou Grand Tour. Byly mezi nimi i některé významné patricijské římské rodiny: včetně rodin Altovitiů, Capponiů, Pamphiliů. Sacchettiů nebo Soderiniů. Don Lorenzo Colonna měl jeho práci obzvláště rád a vlastnil od něho nejméně 70 obrazů krajin. Van Lintova žena zemřela v roce 1744. Van Lint se ve stejném roce připojil k Congregazione Artistica dei Virtuosi al Pantheon a v roce 1755 byl zvolen jejím rektorem. Congregazione byla korporace umělců, kteří organizovali výroční výstavy vlastních obrazů před Pantheonem. Van Lint pravděpodobně také pracoval jako restaurátor obrazů. Jeho syn Jacob nebo Giacomo van Lint (Řím, 1723–1790) byl také malířem vedut.

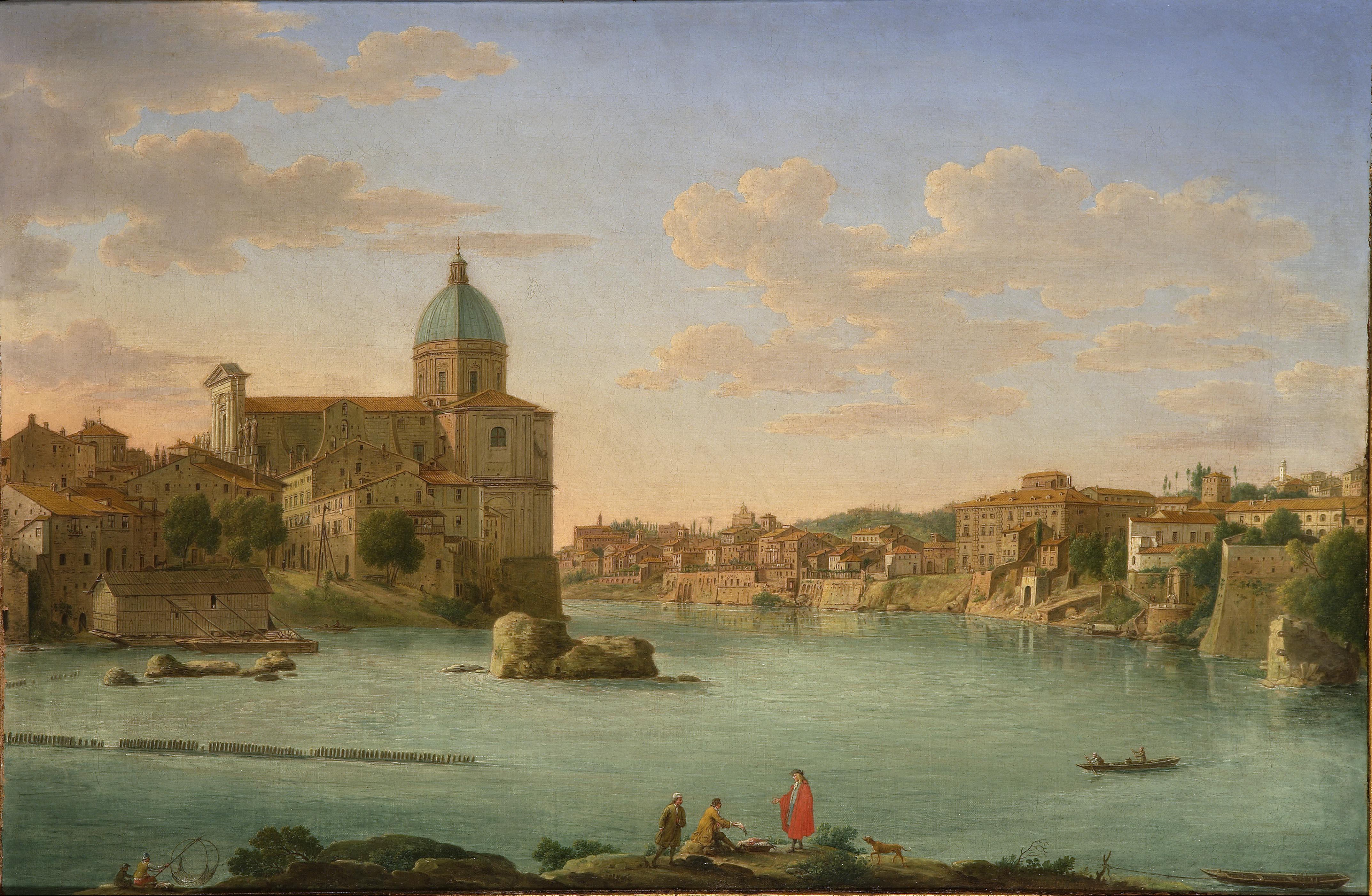
Hendrik Frans van Lint, Řím, pohled na San Giovanni dei Fiorentini, 1739

## Práce
Obrazy krajin Van Linta je možno rozdělit do dvou kategorií: obrazy postav v přírodě a vedutové krajiny nebo pohledy na město, které jsou převážně topografické. Mezi jeho nejstarší datované práce vytvořené v Římě patří obrazy z roku 1711, včetně obrazu Pohled na klášter na Aventinu, nyní ve sbírce Galleria Doria Pamphili. V tomto roce pravděpodobně opustil dílnu Van Wittela a otevřel si dílnu vlastní. Jeho idealizované krajiny se odklánějí od stylu jeho krajanů a současníků Abrahama Genoelse a Jana Franse van Bloemena, kteří v tomto žánru byli specialisté. Krajiny Van Linta se více podobaly arkadským krajinám Clauda Lorraina. Van Lint mohl studovat Lorrainovy práce v četných římských sbírkách. Je možné, že na počátku své kariéry mírně kopíroval styl Lorrainových prací, po kterých byla velká poptávka, ale na trhu byly málo dostupné. Teprve později začal malovat vlastní náměty, i když se inspiroval prací Lorraina a Nicolase Poussina.

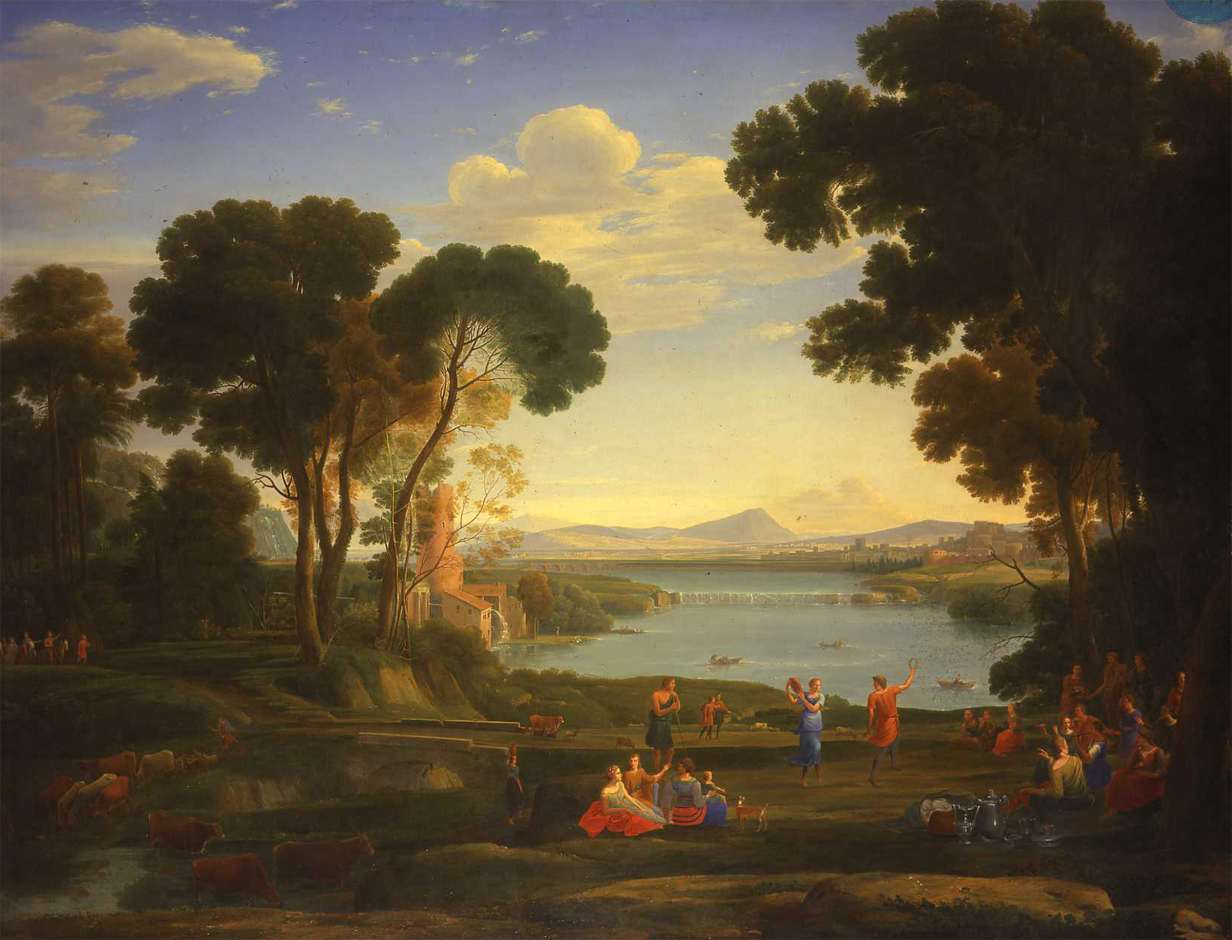
Krajina s vodním mlýnem a tančícími postavami (Svatba Izáka a Rebeky)

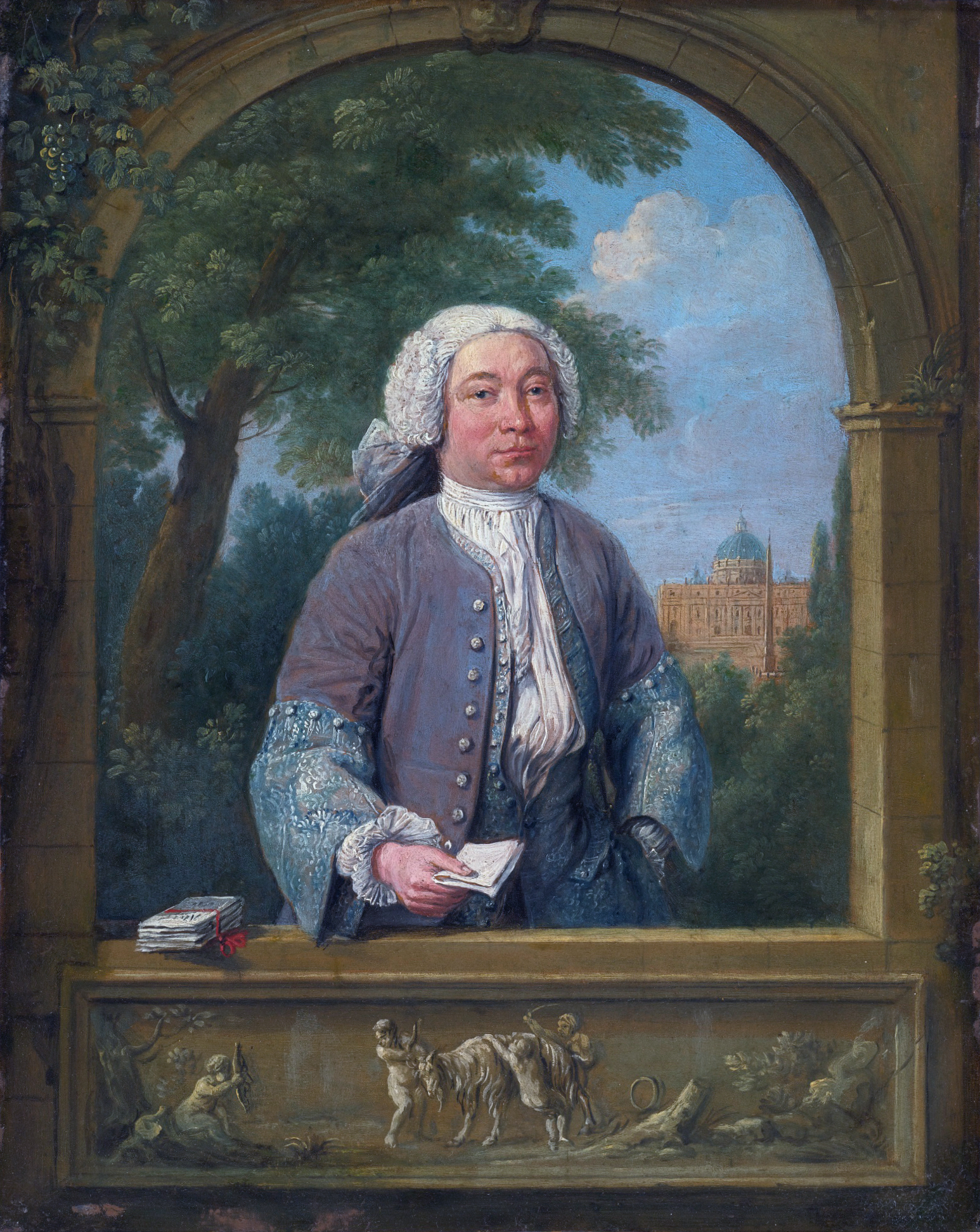
Giacomo van Lint, syn van Linta, autor Hendrik Frans van Lint

Dobrým příkladem vlivu Lorraina na jeho idealizované krajiny jsou dva obrazy: Krajina s vodním mlýnem a tančícími postavami (Svatba Izáka a Rebeky) a Krajina s pečujícími o Jupitera (soukromá sbírka). Tyto dvě kompozice, inspirované přímo Lorrainem jsou v římské galerii Galleria Doria Pamphilij. Zejména první dílo je založeno přímo na Lorrainově obrazu Landscape with Dancing Figures (The Mill) (Krajina s tančícími postavami (mlýn), zatímco druhá je inspirována pouze celkovým designem Claudova originálu obrazu View of Delphi with a procession (Pohled na Delphi s procesím). Van Lint nebyl žádný otrocký následovník Clauda Lorraina, ale spíše jeho pokračovatelem. Dokazuje to skutečnost, že představil řadu prvků, které na Lorrainových obrazech nenajdeme. Příkladem je třeba lovecký pes uprostřed obrazu nebo pastýř, který vede své stádo přes most. Ukazuje také, že je srdcem vedutovým malířem, který upřednostňuje realistické pohledy. Nahradil Lorrainův fantazijní klenutý palác reprezentující Koloseum, stavbou, kterou na svých římských vedutách zobrazoval při mnoha příležitostech a jejíž obraz mohl být založen na objektu v Říme existujícím. Van Lint stejně jako Lorrain rád do svých kompozic vkládal obrazy stromů. Jeho široké otevřené krajiny jsou naplněny tichem a zvou ke kontemplaci. Přizpůsobil Lorrainův styl vkusu 18. století užitím světlejších a jasnějších tónů, příjemnějších barev a dobře zvládnuté ostrosti.

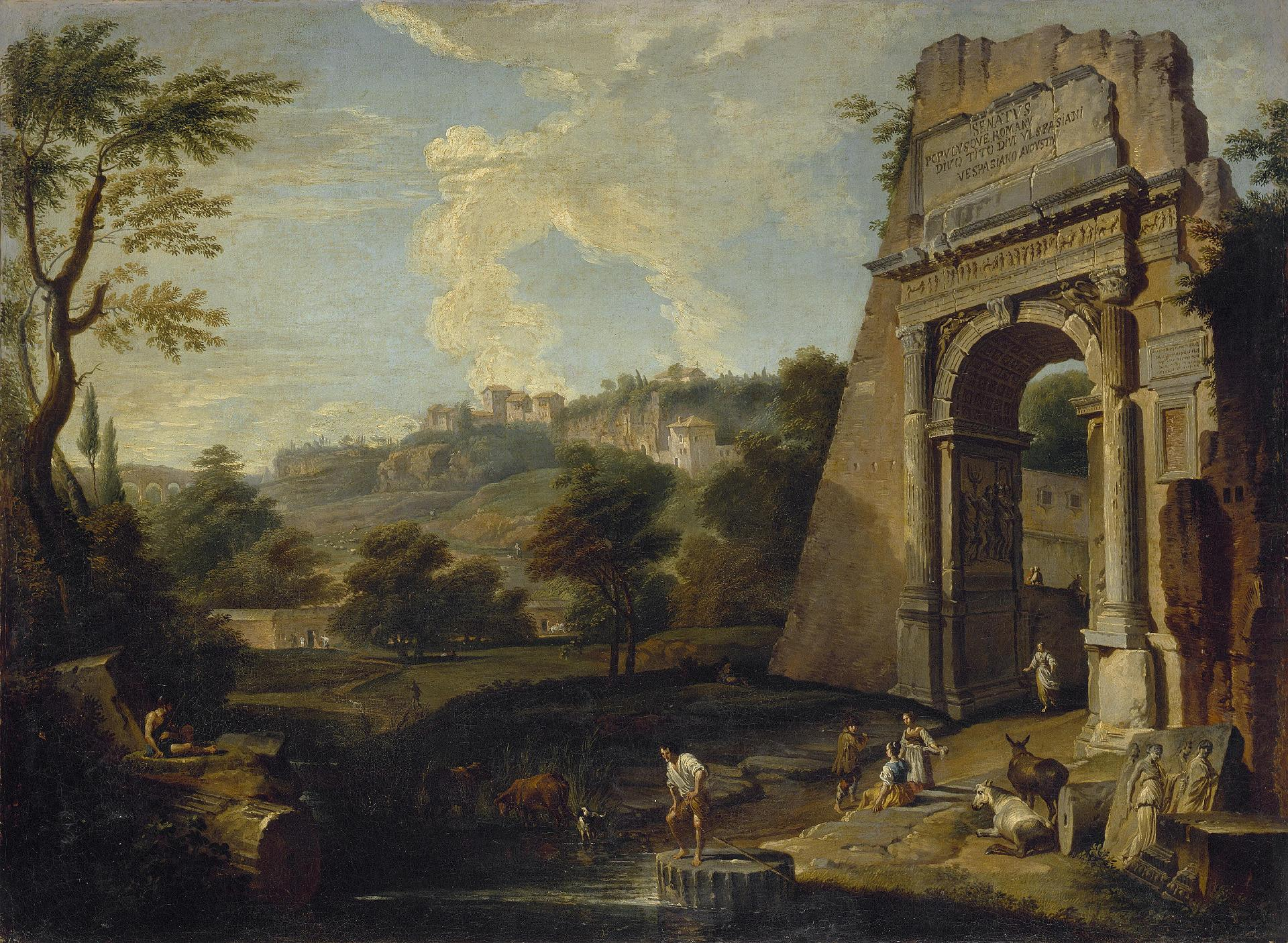
Pohled na Titův oblouk na Palatinu v Římě, počátek 18. století

V jeho topografických pohledech se projevuje zkušenost nabytá spoluprací s malířem van Wittelem. Jeho nejčasnější topografické pohledy (vedute dal vero) na Řím zahrnovaly rozsáhlý panoramatický výhled na město z mnoha různých míst. Nakonec namaloval všechno, co v Římě stálo za vidění. Namaloval mnoho pohledů na podobné objekty jako Koloseum, Konstantinův oblouk, Cestiova pyramida, Diokleciánovy lázně nebo Caracallovy lázně. Také namaloval mnoho pohledů na římské mosty, které zobrazil se směsí naturalismu a poezie. Jeho skvělé pozorovací nadání jej činí pozoruhodným malířem 18. století. Vytvořil také mnoho pohledů na vodní cesty, vodopády a přístavy v okolí Říma i mimo něj. Patří mezi ně pohled na Neapol a Benátky, i když neexistuje žádný zdokumentovaný důkaz, že tam skutečně cestoval. Je pravděpodobné, že tyto kompozice vytvořil na základě zkušeností s podobnými náměty van Wittela. Je známo, že mnozí umělci zadávali práci na postavách ve svých obrazech jiným malířům, jako byli například Corrado Giaquinto, Adriaen Manglard, Anton Raphael Mengs, Pierre Subleyras, Sebastiano Conca, Giuseppe Chiari a Placido Costanzi. Van Lint ale často maloval své postavy sám. Jedinými umělci, jejichž práce na postavách byly v jeho díle identifikovány, jsou Pompeo Batoni a Francesco Zuccarelli. Postavy, které vkládal do svých kompozic, byly často inspirovány slavnými malíři 17. století jako byl Guido Reni. Sbírka tisků Henryho Hoareho (Henry Hoare II. [1705–1785], známý jako Henry The Magnificent, byl anglickým bankéřem na Stourheadu) je považována za ručně kolorovanou ve spolupráci Hendrika van Linta a jeho syna Giacoma. K těmto barevným tiskům je v katalogu rukopisů připsáno Mr Studio. Technika je v souladu s obrazy Hendrika van Linta, ale důkazy, včetně zaznamenané poznámky týkající se tohoto studia naznačují, že kolorování může být rodinný podnik.

### Poznámka
1. ↑  Papežská akademie výtvarných umění a dopisů Virtuosi al Pantheon je jedním z papežských akademií spadající pod vedení Svatého stolce. Kompletní italské jméno akademie, Pontificia Insigne Accademia di Belle Arti e Letteratura dei Virtuosi al Pantheon, zahrnuje adjektivum insigne (proslulý), často vynechávaný v oficiálních překladech. Termín Virtuosi al Pantheon (virtuosy Pantheonu) je také obvykle ponecháván nepřeložený, ale v žádném případě by neměl být brán v hudebním smyslu virtuosa, ale spíše ve významu umělců velkých zásluh. Pantheon v Římě byl historickým domovem akademie. Termín akademie je v renesanční definici pojmem asociace učených osob a nikoli instituce vyučování.